# ОЦ-38
Револьвер Стєчкіна ОЦ-38 — безшумний револьвер, розроблений Ігорем Яковичем Стєчкіним, конструктором ЦКІБ СОО. Револьвер ОЦ-38 виготовляється невеликими партіями за спецзамовленнями.

## Історія
Револьвер ОЦ-38 вперше був представлений у лютому 2005 року на виставці зброї "IDEX-2005" в Абу-Дабі.

## Опис
Револьвер ОЦ-38 має досить незвичну конструкцію. Його ударно-спусковий механізм подвійної дії з відкритим курком. Револьвер має ручний запобіжник, який знаходиться по обидва боки корпусу. Такий запобіжник дозволяє безпечно носити револьвер зі зведеним курком. Стріляє він із нижньої камори барабана. Для перезарядки барабан відкидається вправо та вперед навколо вертикальної осі, розташованої між стволом та корпусом ЛЦУ, який знаходиться над стволом. Кнопка включення ЛЦУ розташована над спусковою скобою і керується великим пальцем правої руки. Для заряджання барабана патронами СП-4, які не мають закраїни виступає, використовується плоска сталева обойма на 5 набоїв.
Стандартно револьвер поставляється без ЛЦУ, він встановлюється за бажанням замовника.
Безшумність пострілу забезпечується конструкцією набою. При пострілі куля виштовхується не безпосередньо пороховими газами, а спеціальним поршнем, який, надавши кулі початкову швидкість, заклинюється в дульці гільзи і замикає її (порохові гази гільзу не покидають)